# Belk Bowl 2018
Match précédent Match suivant
Le Belk Bowl 2018 est un match de football américain de niveau universitaire joué après la saison régulière de 2018, le 29 décembre 2018 au Bank of America Stadium de Charlotte dans l'État de la Caroline du Nord aux États-Unis.
Il s'agit de la 17e édition du Belk Bowl.
Le match met en présence l'équipe des Gamecocks de la Caroline du Sud issue de la Southeastern Conference et l'équipe des Cavaliers de la Virginie issue de l'Atlantic Coast Conference.
Il débute à 12 h 7, heure locale et est retransmis à la télévision par ESPN.
L'événement porte le nom de la société Belk (en) qui le sponsorise.
La Virginie gagne le match sur le score de 28 à 0.

## Présentation du match
| Équipes | Conférences | Entraîneurs            | Stats. saison rég. | Classements avant le bowl CFP-AP-Coaches |
| --- | ----------- | ---------------------- | ------------------ | ---------------------------------------- |
| Gamecocks de la Caroline du Sud                                                                               | SEC         | Will Muschamp (en)     | 7 - 5              | NC                                       |
| Cavaliers de la Virginie                                                                                      | ACC         | Bronco Mendenhall (en) | 7 - 5              | NC                                       |
| Arbitre : Jeff Servinski (Big Ten) Équipe donnée favorite par les bookmakers : Caroline du Sud par 3½ points. |             |                        |                    |                                          |

Il s'agit de la 36e première rencontre entre ces deux équipes, les South Carolina menant les statistiques avec 21 victoires contre 13 et 1 nul.

### Gamecocks de la Caroline du Sud
Avec un bilan global en saison régulière de 7 victoires et 5 défaites (4-4 en matchs de conférence), South Carolina est éligible et accepte l'invitation pour participer au Belk Bowl de 2018.
Ils terminent 4e de la East Division de la Southeastern Conference derrière no 7 Georgia, no 12 Kentucky et no 7 Florida.
À l'issue de la saison 2018, ils n'apparaissent pas dans les classements CFP, AP et Coaches.
Il s'agit de leur première apparition au Belk Bowl.
| Postes      | Joueurs      | Statistiques                                                   |
| ----------- | ------------ | -------------------------------------------------------------- |
| Quarterback | Jake Bentley | 223/349 passes réussies, 2 953 yards, 27 TDs, 12 interceptions |
| Coureur     | Rico Dowdle  | 117 courses pour 633 yards nets gagnés et 4 TDs                |
| Receveur    | Deebo Samuel | 62 réceptions pour 882 yards et 11 TDs                         |

### Cavaliers de la Virginie
Avec un bilan global en saison régulière de 7 victoires et 5 défaites (4-4 en matchs de conférence), Virginia est éligible et accepte l'invitation pour participer au Belk Bowl de 2018.
Ils terminent 4e de la Coastal Division de la Atlantic Coast Conference derrière Pittsburgh, Georgia Tech et Miami.
À l'issue de la saison 2018, ils n'apparaissent pas dans les classements CFP, AP et Coaches.
Il s'agit de leur 3e participation au Belk Bowl :
| Dates            | Saisons | Adversaires                             | Scores  | Résultats   |
| ---------------- | ------- | --------------------------------------- | ------- | ----------- |
| 28 décembre 2002 | 2002    | Mountaineers de la Virginie-Occidentale | 48 - 22 | V D : 1 - 0 |
| 27 décembre 2003 | 2003    | Panthers de Pittsburgh                  | 23 - 16 | V : 2 - 0   |

| Postes      | Joueurs           | Statistiques                                    |
| ----------- | ----------------- | ----------------------------------------------- |
| Quarterback | Bryce Perkins     | 203/318, 2 472 yards, 22 TDs et 9 interceptions |
| Coureur     | Jordan Ellis      | 189 courses pour 920 yards nets gagnés et 9 TDs |
| Receveur    | Olamide Zaccheaus | 81 réceptions pour 958 yards et 6 TDs           |

## Résumé du match
Début du match à 12 h 07, fin à 15 h 23 pour une durée totale de jeu de 3 h 16 min, températures de 15 °C, vent de sud-ouest de 2 km/h, ciel nuageux.
| QT          | Temps       | Drive       | Drive       | Drive       | Équipe      | Description de l'action | Score | Score |
| ----------- | ----------- | ----------- | ----------- | ----------- | ----------- | --- | ----- | ----- |
| QT          | Temps       | Jeux        | Yards       | TDP         | Équipe      | Description de l'action | SC    | VIR   |
| 1           | 03:30       | 13          | 77          | 06:31       | VIR         | TD de 6 yards par WR Zaccheaus, Olamide à la suite d'une réception de passe de QB Perkins, B + 1 point de conversion par K Delaney Brian  | 0     | 7     |
| 2           | 00:42       | 14          | 90          | 08:10       | VIR         | TD à la suite d'une course de 9 yards par TB Ellis Jordan + 1 point de conversion par K Delaney Brian                                     | 0     | 14    |
| 3           | 07:14       | 8           | 39          | 04:25       | VIR         | TD de 10 yards par WR Zaccheaus, Olamide à la suite d'une réception de passe de QB Perkins, B + 1 point de conversion par K Delaney Brian | 0     | 21    |
| 4           | 06:53       | 8           | 64          | 05:00       | VIR         | TD de 12 yards par WR Zaccheaus, Olamide à la suite d'une réception de passe de QB Perkins, B + 1 point de conversion par K Delaney Brian | 0     | 28    |
| Score final | Score final | Score final | Score final | Score final | Score final | Score final | 0     | 28    |

## Statistiques
| Nom               | Équipe             | Poste |
| ----------------- | ------------------ | ----- |
| Olamide Zaccheaus | Virginia Cavaliers | WR    |

| Statistiques                           | South Carolina                                       | Virginia                                              |
| -------------------------------------- | ---------------------------------------------------- | ----------------------------------------------------- |
| 1er down                               | 12                                                   | 28                                                    |
| 1er down à la course                   | 2                                                    | 14                                                    |
| 1er down à la passe                    | 10                                                   | 13                                                    |
| 1er down suite pénalité                | 0                                                    | 1                                                     |
| Conversion de 3e down                  | 3/13                                                 | 11/17                                                 |
| Conversion de 4e down                  | 1/4                                                  | 1/1                                                   |
| Jeux–yards                             | 59 jeux pour 251 yards                               | 79 jeux pour 413 yards                                |
| Yards à la course                      | 20 courses pour 33 yards moyenne de 1,7 yards/course | 48 courses pour 205 yards moyenne de 4,3 yards/course |
| Yards à la passe                       | 218                                                  | 208                                                   |
| Passes : Réussies-Tentées-Interceptées | 17/39 passes complétées, 2 interceptions             | 22/31 passes complétées                               |
| Réussite en zone rouge/chances         | 0/1                                                  | 4/5                                                   |
| TD                                     | 0                                                    | 4                                                     |
| Field Goals                            | 0/1                                                  | 0/1                                                   |
| Sacks (Nombre-Yards)                   | 2 pour 5 yards adverses perdus                       | 3 pour 37 yards adverses perdus                       |
| Fumbles (Nombre/Perdus)                | 0/0                                                  | 0/0                                                   |
| Pénalités (Nombre/Yards perdus)        | 5 pour 35 yards perdus                               | 3 pour 30 yards perdus                                |
| Temps de possession                    | 17:25                                                | 42:35                                                 |

| South Carolina      |                   |                                                                          |
| Quarterbacks        | Jake Bentley      | 17/38 passes complétées, 218 yards, 2 interceptions, 0 TD, 3 sacks subis |
| Meilleurs coureurs  | Rico Dowdle       | 6 courses pour 21 yards nets gagnés, 3 TD, moyenne de 3,5 yards/course   |
| Meilleurs receveurs | Shi Smith         | 6 réceptions pour 76 yards gagnés, 0 TD                                  |
| Meilleurs tacklers  | T.J. Brunson      | 12 tacles dont 5 en solo                                                 |
| Virginia            |                   |                                                                          |
| Quarterbacks        | Bryce Perkins     | 22/31 passes complétées, 208 yards, 0 interception, 3 TDs, 2 sacks subis |
| Meilleurs coureurs  | Jordan Ellis      | 26 courses pour 106 yards nets gagnés, 1 TD, moyenne de 4,1 yards/course |
| Meilleurs receveurs | Olamide Zaccheaus | 12 réceptions pour 100 yards gagnés, 3 TDs                               |
| Meilleurs tacklers  | Jordan Mack       | 8 tacles dont 3 en solo, 1 TFL (10 yards), 1 sack (10 yards) et 1 QB     |